# 夏爾·埃爾米特
夏尔·埃尔米特或译作夏勒·厄密（法語：Charles Hermite，法語發音：[ʃaʁl ɛʁˈmit]，1822年12月24日—1901年1月14日)是一位杰出的法国数学家，因证明{\displaystyle e} 是超越数而闻名。
研究领域还涉及数论、线性泛函分析（一种无穷维线性代数）、不变量理论、正交多项式、椭圆函数、代数学。埃尔米特多项式、埃尔米特规范形式、埃尔米特算子（自伴算子）、埃尔米特矩阵（自伴矩阵）、立方埃尔米特样条插值法都以他命名。其中有关内积空间中自伴算子（厄密算符）的趣味理论，意外地成为了半个世纪后兴起的量子力学研究的基础代数工具。“自伴算子（埃尔米特算子）可与实数类比，其特征值一定是实数”这个不太起眼的基础性质，却是量子力学必须引用自伴算子来表达可观测物理量的最大原因，而量子力学中的算子运算，也为线性代数学中的对偶空间理论，提供了一个重要而奇妙的应用实例。

## 个人经历

### 家庭与童年
1822年12月24日，夏尔·埃尔米特出生于法国洛林摩泽尔河畔的迪耶于兹。他的父母一共有7个孩子，夏尔在其中排行第6。他的父亲菲迪纳·埃尔米特（Ferdinand Hermite）以前曾是一家盐业公司的首席（d'abord）工程师。菲迪纳与妻子马德雷妮·拉勒曼（Madeleine Lallemand）结婚后，便到岳父的布匹公司里任职。菲迪纳转行的另一个原因，是因为他觉得自己并不是很喜欢当工程师。菲迪纳是一个热爱艺术的人，一直希望自己能有朝一日以艺术为职业。夏尔的妈妈则是一个女强人，掌控着从生意到丈夫的方方面面。父母所在公司的生意一直经营得很红火，宽裕的经济条件为他后来投入艰深的基础研究免去了后顾之忧。1828年，埃尔米特一家搬到了洛林南锡。这年夏天，夏尔·埃尔米特的右脚不幸致畸，这使得他走动时很不方便。但有的资料认为夏尔的畸形是从小就有的。父母很担心他的残疾会影响他的生活。
他的姓氏“Hermite”（埃尔米特）在法文中可作名词用。其名词含义与英文“hermit”(意为“隐士”)同源，皆出自古希腊文“ἐρημίτης”(erēmítēs，意为“在荒凉处居住者”)。不过“Hermite”作姓氏时的语源可能不同于其名词语源。而其名字“Charles”（夏尔/查尔斯）的含义是“自由之人”。

### 教育与成长
埃尔米特先后在南锡皇家中学(collège royal de Nancy)、巴黎亨利四世中学以及索邦路易大帝中学学习。在他还小的时候，他就已经读过一些数学大师所写过的作品，如拉格朗日有关数值方程求解的作品和高斯的数论作品。此外他还涉猎过欧拉的作品。他并不重视自己所在年龄段应该学好的知识，相反地，他与同样毕业于路易大帝中学的伽罗瓦一样，早已把注意力放到了5次方程的可解性问题上。中学就读期间，他曾尝试写过论证5次方程不可能存在根式解的文章。
埃尔米特希望能进入顶级名校巴黎综合理工学院学习。为通过较难的入学考试，他单独准备了1年时间（尚需考证他这一年是在路易大帝中学读大学预科班还是他自己单独报补习班）。给他补习的老师是卡塔兰。1842年他以第68名的成绩如愿考入巴黎综合理工学院，但又不幸在1年后因肢体残疾被学校劝退。他的父母找学校交涉后，学校勉强同意让他继续就读，但仍对他提了苛刻的要求。当时的巴黎综理带有军事院校性质，以健康问题为由拒绝学生入学也无可厚非。但有说法指出学校刁难他，是因为有其他有权势者想通过挤走夏尔，从而让自己的小孩得到继续在该校就学的机会。夏尔觉得自己无法接受学校的条件，放弃了回到学校的机会。次年，校方顺理成章地将他正式除名。
在离开学校后的5年内，他一方面在为考取其它学校做着漫长的准备，另一方面则继续钻研与考试无关的数学问题。埃尔米特并未选择闭门造车的方式研习数学，而是凭借其独特眼光设法结交当时的一流数学家。这段时间里，他结识了约瑟夫·刘维尔、卡尔·雅可比、约瑟·伯特兰等数位德才兼备的学界名人。埃尔米特经常登门拜访伯特兰，并就地取材地迎娶了伯特兰的一个姐/妹（sister）路易斯·伯特兰（Louise Bertrand），把学习与婚姻两件大事同时办好了。虽然他当时只是一个没拿到文凭的本科辍学者，但经过一段时间积累后，已具备了直接从事前沿研究的能力，并得到了几位前辈的认可。
1842年，他在《新数学年刊》（Nouvelles Annales de Mathématiques）上发表了自己的第1篇原创论文，讨论了阿贝尔关于5次方程代数不可解性的一个引理的简化证明。1843年至1844年，埃尔米特曾与当时正在研究椭圆函数的卡尔·雅可比多次通信。在雅可比最后的成品中，收录了2篇埃尔米特写的文章。其中一篇的内容是如何对阿贝尔曾给出的有关阿贝尔函数的一个定理加以推广，另一篇的内容则涉及椭圆函数的函数变换。埃尔米特曾独立发现一些特殊微分方程的通解可用Θ函数表示，并利用傅里叶级数研究它们的性质。埃尔米特在1843年左右的一些想法还可能直接启发刘维尔在1年后发现了1个刘维尔定理。

### 执教与后期
1847年，他参加并通过了高中毕业生考试（examinations for the baccalauréat）。1848年，埃尔米特被曾经将他劝退的巴黎综合理工学院聘用，担任教授和入学考试考官。这次他不再是以学生的身份回来，而是摇身一变，直接成为了学校教职员工。1856年，他不幸得了天花，虔诚信教的前辈柯西给了他很大的鼓励以熬过病痛的折磨。1856年，受一位曾照顾他生活的修女和柯西的共同影响，病愈后的埃尔米特决定重拾宗教礼节（practice of his religion）。7月14日，法国科学院因雅可·比内去世而多出了一个空缺，埃尔米特被选上从而补上了空缺。1869年，他继耶安-玛希·杜阿莫后也成为巴黎综合理工的数学教授。埃尔米特在岗位上一直干到了1876年，而巴黎科学院的职务则伴随了他一生。1862年至1873年间，他常会以演讲者（lecturer，此处应该不是指职称名称）身份在高等师范学校办讲座。70岁生日时，一家国际数学协会为其主办了一场大型的庆祝活动。埃尔米特在活动中被人们选为法国荣誉军团勋章之“大军官勋位”。他的才华受到广泛认可，收获了来自他人的众多赞誉，而这并非是每个科研工作者在有生之年都能享受到的福气。
埃尔米特推崇启发式教学，保尔·阿佩尔曾上过他教授的高等分析与高等代数课程。与其学生汤姆斯·斯蒂尔吉斯的通信也使他的教学尝试受益良多。他在教学研究上下了很多功夫。他不喜欢在教学时和繁难的证明细节死磕，而是追求尽量简明而优美的讲法。他的研究成果多集中于椭圆函数论与数论领域。1858年，他用椭圆函数给出了5次方程的一般解。1873年，他证明了自然对数的底数e是超越数，并启发林德曼于1882年给出了圆周率也是超越数的证明。
1901年，埃尔米特去世，葬于巴黎蒙帕纳斯公墓。晚年的他曾遭受气喘病的烦扰。1903年，他与学生斯蒂尔吉斯的往来书信对外公开。他的其它一部分工作后由其女婿埃米尔·皮卡整理并发表。

### 子女
埃尔米特有2个女儿，女婿分别是知名数学家埃米尔·皮卡与工程师乔治·佛何斯蒂。

## 研究工作
1858年，他利用椭圆模函数，得出求解五次方程的一般方法。此前的1824年，尼尔斯·阿贝尔发表了一个重要证明，指出任意的5次代数方程不存在用含根号的代数式表达的一般解。而埃尔米特则成为第一个用非初等函数（即超越函数）表示出5次方程一般解的人。
在1861年魏尔斯特拉斯发现无处可微的连续曲线以后，埃尔米特有如下著名的评论：“我恐惧地颤抖了一下，转过身去，远离这个没有导数的函数的可悲的瘟疫。”
1873年，他第一个证明了e，也就是自然对数的底，是一个超越数。约瑟夫·刘维尔在此前的1844年曾第一个证明了超越数是存在的，并于1851年给出了1个用无限位十进制小数形式表示的超越数，即刘维尔数。而埃尔米特的方法后来被费尔迪南·冯·林德曼用于证明π的超越性。
其它工作可见于以下作品：
- 《巴黎综合理工学院分析学教程》("Cours d'analyse de l'Ecole Polytechnique"), Paris, 1873.
- 《科学人员的事业道路》("Cours professé à la Faculté des Sciences"), edited by Andoyer, 4th ed., Paris, 1891.
- 《通信录》("Correspondance"), edited by Baillaud and Bourget, Paris, 1905, 2 vols.
- 《夏尔·埃尔米特的作品》("Oeuvres de Charles Hermite"), edited by Picard for the Academy of Sciences, 2 vols., Paris, 1905 and 1908.

## 生平轶事
坊间关于埃尔米特生平经历的文章，认为埃尔米特数学考试成绩经常不及格，大学毕业后考不上好的研究所，且痛恨应试教育。台湾网络的一篇类似内容的文章並以E·T·贝尔的书《数学大师：从芝诺到庞加莱》作为参考资料。但E·T·贝尔的书在介绍埃尔米特的第24章中虽然写了埃尔米特鄙视学校考试，但并未提到一些与本文所引述的内容。科学网（中国科学院和中国工程院等共同主办）在转载时则例行惯例地在正文下方提醒了读者需自己留心文章的真实性。由于历史久远，关于埃尔米特的生平史实数据又流传不多，因此对于这位令人尊敬的数学家在数学专业外的生平，确实有难以精确考究的不确定性，这是对其生平有兴趣者需要留意的地方。